# Marnus Labuschagne
Marnus Labuschagne (* 22. Juni 1994 in Klerksdorp, Südafrika) ist ein australischer Cricketspieler, der seit 2018 für die australische Nationalmannschaft spielt.

## Kindheit und Ausbildung
Labuschagne wuchs in Südafrika auf und zog mit seiner Familie im Alter von 10 Jahren nach Australien. Dort besuchte er die Cricket-Akademie von Blair Copeland in Brisbane. Mit 17 Jahren wurde er von Neil D’Costa trainiert und durchlief die Jugendteams in Queensland.

## Aktive Karriere

### Anfänge in der Nationalmannschaft
Sein First-Class-Debüt gab Labuschagne im Sheffield Shield 2014/15 für Queensland und konnte dort schnell auf sich aufmerksam machen. Er machte dann Schlagzeilen, als er als Substitute-Fielder beim zweiten Test der Tour gegen Indien im Dezember 2014 einen spektakulären Fang machte. Er konnte sich über die Zeit etablieren und erhielt im August 2018 sein Debüt im A-Team der Nationalmannschaft. Sein Debüt in der Nationalmannschaft folgte dann im Oktober 2018 in der Test-Serie gegen Pakistan. Im zweiten Test der Serie konnte er 3 Wickets für 45 Runs erzielen. Daraufhin etablierte er sich im Test-Team. Im Januar 2019 erreichte er im ersten Test gegen Sri Lanka ein Fifty über 81 Runs. Auch unterschrieb er einen Vertrag mit Glamorgan im englischen nationalen Cricket. Bei den Ashes in England im Sommer 2019 konnte er insgesamt vier Fifties (59, 74, 80 und 67 Runs) erzielen. Sein erstes Century folgte dann in der Serie gegen Pakistan im November 2019. Im Ersten Test erreichte er 185 Runs aus 279 Bällen, wofür er als Spieler des Spiels ausgezeichnet wurde. Im zweiten Test konnte er dann ein weiteres Century erzielen, als ihm 162 Runs aus 238 Bällen gelangen. Daraufhin kam Neuseeland nach Australien. Im ersten Test gelang ihm ein Century über 143 Runs aus 240 Bällen im ersten Innings und ein Fifty (50 Runs) im zweiten. Nach einem weiteren Fifty (63 Runs) im zweiten Test konnte er dann ein Double-Century über 215 Runs aus 363 Bällen und ein Fifty (59 Runs) erzielen. Für letzteres wurde er als Spieler des Spiels und der Serie ausgezeichnet. Daraufhin folgte sein Debüt im ODI-Cricket bei der Tour in Indien, als ihm im dritten Spiel der Serie ein Fifty über 54 Runs gelang. In Südafrika konnte er dann in er ODI-Serie ein Century über 108 Runs aus 108 Bällen erreichen. Kurz vor dem Beginn der COVID-19-Pandemie konnte er dann noch ein Fifty (56 Runs) gegen Neuseeland erzielen.
Im November 2020 kam Indien nach Australien. In der ODI-Serie gelang ihm ein Fifty über 70 Runs. Bei der sich daran anschließenden Test-Serie konnte er im dritten Spiel zwei Fifties (91 und 73 Runs) erreichen. Im dritten Test kam dann ein weiteres Century über 108 Runs aus 204 Bällen hinzu. Auf Grund der Folgen der Pandemie verpasste er im Sommer für die Nationalmannschaft zu spielen. Im Dezember folgte dann die Ashes Serie gegen England, bei der er nach einem Fifty (74 Runs) im ersten Test mit einem Century (103 Runs aus 305 Bällen) und einem weiteren Fifty (51 Runs) im zweiten herausstechen konnte. Für letzteres wurde er ausgezeichnet. Im März reiste er mit dem Team nach Pakistan und konnte dort ein weiteres Fifty (90 Runs) erreichen. In der zugehörigen ODI-Serie folgte dann ein weiteres Fifty (59 Runs). Auch absolvierte er bei der Tour sein Twenty20-Debüt für die Nationalmannschaft. In der Saison 2022 folgte dann eine Test-Serie in Sri Lanka, bei der er ein Century über 104 Runs aus 156 Bällen erreichte.

### Feste Größe im Nationalteam
In ODI-Serien gegen Neuseeland (52 Runs) im September und gegen England (58 Runs) im November erzielte er jeweils ein Fifty. Daraufhin kamen die West Indies nach Australien und im ersten Test der Serie gelang ihm ein Double-Century über 204 Runs aus 350 Bällen im ersten und ein weiteres Century über 104* Runs aus 110 Bällen im zweiten Innings, wofür er ausgezeichnet wurde. Im zweiten Test folgte ein weiteres Century über 163 Runs aus 305 Bällen, die er vorwiegend in einer Partnerschaft mit Travis Head erzielte und letztendlich wurde er als Spieler der Serie ausgezeichnet. Daraufhin führte er die Test-Batter-Rangliste des Weltverbandes an. Bei Test-Serien gegen Südafrika (79 Runs) im Januar und in Indien (63* Runs) im März erzielte er dann jeweils ein Fifty. Er war dann Teil des australischen Teams, das das Finale der ICC World Test Championship 2021–2023 gegen Indien gewann. Bei der folgenden Ashes-Serie konnte er nur im vierten Test herausragen, als ihm im ersten Innings ein Fifty (51 Runs) und im zweiten ein Century über 111 Runs aus 173 Bällen gelang. Im September reiste er mit dem Team nach Südafrika für eine ODI-Serie, wo ihm ein Fifty über 80* Runs im ersten und ein Century über 124 Runs aus 99 Bällen im zweiten Spiel gelang. In beiden Spielen wurde er als Spieler des Spiels ausgezeichnet. Vor dem Cricket World Cup 2023 stand seine Position im Kader in Frage und er wurde erst nach der Verletzung von Ashton Agar nachnominiert. In der Vorbereitung für die folgende Weltmeisterschaft erreichte er ein Fifty über 72 Runs in Indien.